# Mikel Aranburu
Mikel Aranburu Eizagirre (* 18. Februar 1979 in Azpeitia, Baskenland) ist ein ehemaliger spanischer Fußballspieler, der bei Real Sociedad in der spanischen Primera División spielte.

## Spielerkarriere

### Real Sociedad
Mikel Aranburu spielte in seiner gesamten Karriere als Fußballer nur in einem Verein – beim baskischen Traditionsclub Real Sociedad. Dort spielte er bereits in der Jugend und von 1996 bis 1998 im B-Team. Bereits 1996 wurde er aber auch schon in die erste Mannschaft berufen. Aufgrund seiner langjährigen Treue zum Verein ist er auch Mannschaftskapitän und Identifikationsfigur bei den Fans. Seit 2001 hatte er stets einen Stammplatz bei den „Txurri Urdin“ mit Ausnahme der Saison 2005/06, als er immer wieder von Verletzungen zurückgeworfen wurde. Auch erreichte er mit seiner Mannschaft 2002/03 die Vize-Meisterschaft, um im folgenden Jahr in der Champions League zu spielen. Mit der Saison 2011/2012 beendete er seine Karriere.

### Abstieg
Auch der Abstieg 2006/07 änderte an seiner Treue zu Real Sociedad nichts. So blieb er dort, um den Verein zurück in die erste Liga zu führen, was auch mit dem Erreichen der Meisterschaft in der Segunda División 2009/10 gelang.